# Niten'ichi-ryū
Niten'ichi-ryū (jap. 二天一流 niten'ichi-ryū; pol.: styl – „dwa nieba jako jedność”; także nitō-ryū, styl walki dwoma mieczami) – sztuka walki koryū-bujutsu polegająca na walce daishō, czyli dwoma mieczami: krótszym wakizashi oraz dłuższym katana. 

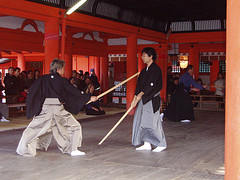
Sassen, Hyoho Niten'ichi-ryū

Technika tego stylu polegała na przygotowaniu akcji dłuższym mieczem i zakończenia jej krótszym. Posługiwanie się dwoma mieczami było uważane w Japonii za szczyt umiejętności szermierczych. Większość wojowników posługiwała się tylko jednym mieczem. 
Największym mistrzem tej szkoły, który także uczynił ją sławną na całą Japonię, był legendarny szermierz Musashi Miyamoto. Jego pośmiertne imię buddyjskie brzmi Niten (jap. 二天).